# 7two
7two es un multicanal de televisión digital en abierto australiano, lanzado por Seven Network el 1 de noviembre de 2009.

## Historia
El canal fue anunciado oficialmente por Seven Network en su programa de desayuno, Sunrise, a las 7:45 am AEDT del 23 de octubre de 2009. Anteriormente, se especuló que Seven lanzaría su canal secundario alrededor de noviembre de 2009, con posibles nombres que incluyen 7PLUS, PLUS7, Channel Mate y 7TWO. El entonces jefe de programación de Seven, Tim Worner, declaró después de la revelación que algunos de los nombres potenciales eran pistas falsas para mantener en secreto los detalles del canal. PLUS7 y Channel Mate (como 7mate) se utilizaron más tarde para el servicio catch-up  por Internet de Seven y el segundo multicanal digital de Seven, respectivamente.